# Alpaida monzon
Alpaida monzon este o specie de păianjeni din genul Alpaida, familia Araneidae, descrisă de Levi, 1988.
Este endemică în Peru. Conform Catalogue of Life specia Alpaida monzon nu are subspecii cunoscute.